# Thomas Davenport

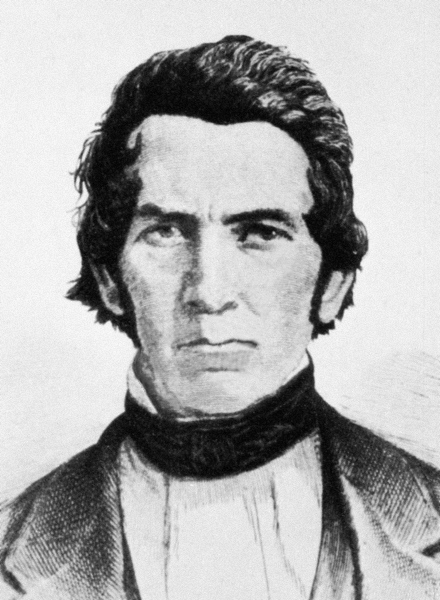
Thomas Davenport

Thomas Davenport (Williamstown, 9 juli 1802 – Salisbury, 6 juli 1851) was een Amerikaans smid die woonde en leefde in Forestdale (Vermont).
Geboren als boerenzoon in een groot gezin leerde Davenport het beroep van smid op veertienjarige leeftijd wegens de beperkte (financiële) onderwijsmogelijkheden van die tijd. Thomas' vader overleed toen hij 10 jaar oud was. In 1823 vertrok hij naar Forestdale waar hij zijn eigen smederij begon. Autodidactisch aangelegd en sterk geïnteresseerd in de nieuwe ontdekkingen en ontwikkelingen van elektriciteit en magnetisme, zocht hij rond 1830 contact met Joseph Henry en observeerde hij diens experimenten. Uit elektromagneten, die hij van Henry had gekocht, bouwde hij samen met zijn vrouw Emily de eerste gelijkstroomcommutatormotor.
Zijn in 1834 ingediende patentaanvraag voor Improvement in propelling machinery by magnetism and electromagnetism werd echter geweigerd. 
Na een nieuwe aanvraag met referenties van Henry en professor Benjamin Franklin Bache, een kleinzoon van Benjamin Franklin, werd Davenport op 25 februari 1837 het patent toegekend. In 1835 bouwde hij met zijn ontwikkelde elektromotor, een model van een elektrisch aangedreven railvoertuig op een cirkelvormig railspoor van vier voet doorsnede.
Deze modeltrein bevindt zich samen met het bij de patentaanvraag ingediende model van zijn elektrische motor vandaag de dag in het Smithsonian Institution te Washington D.C. Davenports ontwikkeling was ongetwijfeld een technische doorbraak, maar leidde niet tot een commerciële succes voor zijn eigen werkplaats omdat de stoommachine op dat moment veel effectiever en economischer was.